# نوسترا سينورا دي لاس مرسيدس
نوسترا سينورا دي لاس مرسيدس هي كانت فرقاطة تابعة للبحرية الإسبانية غرقت من قبل البحرية البريطانية قبالة الساحل الجنوبي للبرتغال في 5 أكتوبر 1804 خلال معركة كيب سانتا ماريا، فقد 250 من أفراد الطاقم الإسباني، وتم إنقاذ 51 ناجيًا من البحر وأخذوا كأسرى.